# Клод Лютер
Кло́д Люте́р (фр. Claude Luter; нар. 23 липня 1923, Париж — пом. 6 жовтня 2006, Пуассі) — французький джазовий музикант, один із найпомітніших персонажів повоєнної французької джазової сцени.

## Біографія
Клод Лютер народився 23 липня 1923 у Парижі. Спочатку почав грати на трубі, а пізніше перекваліфікувався на саксофон і кларнет, який став його головним інструментом. Пік його популярності припав на повоєнний період і пов'язаний з відродженням інтересу до новоорлеанського джазу. Ансамбль Лютера «Lorientaise» мав успіх у колах паризьких інтелектуалів. 
Лютер прославився також своїми спільними виступами з Луї Армстронгом та Сіднеєм Беше. В другій половині XX ст. його досягнення були відсунуті на другий план новими героями, що сповідували бі-боп та фрі-джаз, однак музикант продовжував концертувати практично до останніх днів життя.
Помер відомий джазмен 6 жовтня 2006 у Пуассі, що в департаменті Івлін.

## Дискографія
- Pimlico (1947)
- Riz à la créole (1949)
- Moulin à café (1950)
- Pleyel Concert (1952)
- Olympia Concert (1954)
- Terre promise — Pucier, paddock ou plumard — Comme un air de jazz (1957)
- Djibouti — Dadeedah blues — Chevaux de bois — Charleston — Smile — Chicago (1958)
- The pearl (1979)